# 差春騷
差春骚市，通称差春骚、查章绍或北柳:665，是泰国的一个自治市，也是该国差春骚府以及差春骚府治县的治所驻地，位于该国东部，昭披耶河三角洲东隅。

## 历史
差春骚早年处于陀羅缽地的统治下，10世纪后逐渐为高棉帝国占领:303-312:37，高棉帝国衰落後，由罗斛控制，後为烏通（阿瑜陀耶王国）取代:84-87，与此同时，泰人开始定居当地，并与孟人、高棉人通婚融合，令差春骚逐渐泰化，曼谷王朝建立後，差春骚因甘蔗种植业及制糖业崛起，逐渐发展成为泰国中部的经济重镇，分布着不少潮汕人开设的糖厂，其蔗糖产品出口海外，成为泰国重要的出口创汇产品，但华人与泰人的矛盾也与日俱增，1848年，当地发生排华事件，大量华人被杀害，加上外国进口蔗糖产品的冲击，差春骚的制糖业逐渐衰败。
1916年，差春骚府建立，差春骚随即成为该府的政经中心，1935年12月10日，泰国枢密院决定成立差春骚市。1980年代以后，泰国政府在国境东部实施东海岸开发计划，加上越南从柬埔寨撤军，差春骚也得到了發展的轉機。

## 地理
差春骚市位于首都曼谷、昭披耶河三角洲以东地区，市区位于挽巴功河中下游，距离河口泰国湾约20公里，也是曼谷通往柬埔寨的咽喉城市之一:115-116，当地地势平坦，缺乏原生森林，适宜发展农渔产业:8:98，但也因此容易受到洪涝、海水倒灌的威胁。按柯本氣候分類法，当地属于热带干湿季气候，全年高溫，分旱雨兩季。

## 经济
19世纪的差春骚曾为泰国主要的蔗糖种植业、制糖工业基地，但已经衰落:97-98，1980年代以来，泰国政府将差春骚确立为周围县市的经济增长引擎，着力在当地发展重化工业，但农、工业发展产生的废水也对当地及挽巴功河下游的的挽巴功县的生态环境造成了负面影响。
在觀光業領域，差春骚市区多佛寺，其中以西南隅的梭通佛寺最为知名，该寺庙建造于大城王朝后期，是当地的佛教圣地，每年定期举行三次礼佛活动，而由华人建造，具有典型中式建筑风格的龙福寺及市区东郊的三宝公庙也是当地较为著名的宗教建筑:116。除此之外，差春骚市还有百年历史的传统市场以及观光农场可供游客驻足参观。

## 交通
差春骚有304号公路与曼谷、巴真府、呵叻府等地相连结。泰国东线铁路于1908年通车至差春骚，将当地与曼谷连为一体，当年，泰国政府还在差春骚建立了差春骚车站，东线铁路日后亦延伸至沙缴府的亚兰，并与柬埔寨铁路北线相连结，而连结差春骚站与旅游城市、东部重要海军基地梭桃邑的铁路通车后，当地遂成为泰国东部的铁路枢纽。